# География Плоского мира
Плоский мир (англ. Discworld) — вселенная, описанная в серии романов Терри Пратчетта «Плоский мир», а в более узком смысле — планета в форме диска, расположенного на спинах четырёх слонов, несомых плывущей в космосе гигантской черепахой А’Туином. Имена слонов — Берилия (англ. Berilia), Тубул (англ. Tubul), Великий Т’Фон (англ. Great T’Phon) и Джеракин (англ. Jerakeen). Гигантская черепаха относится к виду космических черепах (англ. Chelys Galaktica).

## Список локаций
- Аль-Хали
- Борогравия
- Говандолэнд
- Злобения
- Край
- Круглое море
- Лламедос
- Мел
- Октариновые Луга
- Псевдополис
- Скроут
- Сто Лат
- Сто Гелит
- Сто Криг
- Хершеба
- Цорт
- Щеботан

## Дискология
Установлено, что кости слонов, на которых стоит Плоский Мир, сделаны из живых камней и железа, а нервы из золота. Согласно теории Пятого Слона, первоначально слонов было пять, но миллионы лет назад пятый слон сорвался с панциря черепахи и, описав орбиту вокруг неё, с силой врезался в Диск. Со временем, из его тела образовались залежи золота, железа, жира и прочих полезных ископаемых, ныне активно добываемых в Убервальде.
Примерно миллион лет назад Плоский Мир в первый раз изменил направление своего вращения. Как оказалось, этот феномен происходит каждые сто тысяч лет. Последствием изменения направления вращения Диска было появление горных хребтов, возвышающихся на Плоском Мире и по сегодняшний день.
Как установил эфебский философ Эксплетий (англ. Expletius), диаметр Диска составляет почти 10000 миль. Толщина диска по краям около тридцати миль, однако, считается, что в середине он намного толще и вмещает внутренний слой расплавленных пород, который питает вулканы и позволяет континентальным плато двигаться. В недрах Диска под высоким давлением находятся безбрежные залежи Октирона, магического металла, что, возможно, является причиной необычайно высокого магического поля Диска.
Существует гипотеза, согласно которой несколько миллионов лет назад на Диске был один суперконтинент Пангола. Примерно сто миллионов лет назад в период, описанный волшебником и геологом Вентером Борассом (англ. Venter Borass) как Борассийская эра, прото-континент окончательно разделился на две массивные части — Говандалэнд (англ. Howondaland) — названный так в честь континента, где Борасс провёл большую часть своих исследовании и Лаврагатею (англ. Lauragatea), название было дано как в честь империи, занимающей большую часть Противовесного Континента, так и в честь матери исследователя.
Около 30 миллионов лет назад от второго, меньшего континента Лаврагатеи откололся небольшой и чрезвычайно загадочный континент, называемый ныне ХХХХ.
С Края Диска в космос постоянно изливаются потоки воды из Околоземного Океана. Наукой не установлено, каким образом вся изливающаяся вода возвращается обратно на Диск. Не установлено также, каким именно образом поддерживается расплавленное состояние горных пород в глубине Диска. Наиболее разумная теория предполагает, что тепло генерируется в безбрежных залежах Октирона, залегающего в толще земли под высоким давлением. Октироновая теория также объясняет наличие сильного магического поля у Диска.

## Дискография
В центре Диска находится его полюс — Пуп, окружённый обледенелыми горами Пупземелья.
Направления на Диске задаются не сторонами света, а его основными чертами (Пупом, Краем и направлением вращения Диска) — пупсторонее, краестороннее, повращательное и противовращательное. На Диске расположены четыре континента.

### Континенты
- Безымянный континент: Самый большой континент Диска. На нём находятся равнина Сто и Овцепикские Горы — они занимают всю территорию от Пупа — высочайшей вершины мира, до Анк-Морпорка, расположенного на побережье Круглого Моря. Берега этого континента омывают Повращательный и Противовращательный океаны. На этом континенте находятся страны Ланкр, Сто-Лат, Псевдополис, Убервальд и другие. Огромная территория, расположенная по другую сторону Пупа, практически неизвестна, за исключением города Орлеи и нескольких мелких стран.
- Клатч (континент): этот континент не отделён водой от безымянного, но дискографы посчитали его самостоятельным континентом, вероятно вследствие того, что Клатч является слишком явной «заграницей» по сравнению со странами Равнины Сто. На его побережье находятся ряд государств (Омния, Цорт, Джелибейби и др), глубже к центру континента начинаются неисследованные равнины Хершебы и джунгли Говандалэнда.
- Противовесный континент расположен напротив Безымянного континента и Клатча. Хотя он меньше по размеру, чем эти два континента, но он уравновешивает их, позволяя Диску сохранять равновесие на спинах слонов. В его недрах находятся богатые залежи золота и октирона, металлов с очень высокой плотностью, поэтому он весит примерно столько же, сколько два больших континента на противоположной стороне. На территории Противовесного континента находится Агатовая Империя[4].
- ЭксЭксЭксЭкс (Форэкс ХХХХ), «четвёртый континент», «Ужастралия».

### Круглое море
Это море, являющееся частью Околоземного океана, почти полностью окружено со всех сторон сушей и соединяется с океаном узким протоком. Оно находится примерно посередине между Пупом и Краем.
Пупостороннее побережье Круглого моря принадлежит Равнине Сто и там находится самый крупный город и порт Диска — Анк-Морпорк, стоящий в дельте крупной судоходной реки Анк.
Краестороннее побережье Круглого моря принадлежит Клатчу и самым большим портом, противостоящим Анк-Морпорку, является Аль-Хали, столица Клатчистана.

### Край
(англ. Rim)
Край диска, с которого беспрерывным потоком льётся вода из Околоземного океана. Мало что известно про этот дискографический регион, поскольку ближе к Краю морское течение усиливается и после определённой точки морские корабли не могут повернуть назад и они неминуемо попадают в Краепад (обрамляющий Диск водопад). По утрам и вечерам, когда маленькое солнце диска проходит над краем, над Краепадом можно заметить огромную восьмицветную краевую радугу (англ. Rimbow), подковой висящую во влажном воздухе. Восьмой цвет появляется в результате того, что свет солнца преломляется на капельках воды, находящихся в сильном магическом поле Диска.
Ближе всего к Краю расположена островная страна Крулл. Жители Крулла развили разновидность магии, которая позволяет им строить транспортные устройства, перемещающиеся над водой. С их помощью они окружили ближайшую к ним часть Края (примерно треть периметра) Окружносетью — огромной сетью, которая улавливает всё, что несёт течение за пределы Диска.

## Астрономия
Солнце движется по эллиптической орбите перпендикулярно плоскости Диска, не отклоняясь от неё ни на градус, при этом сам Диск тоже вращается, совершая полный оборот примерно за 800 дней. В результате согласованного движения солнца и Диска полный год Плоского Мира имеет по паре каждого сезона — две зимы, два лета, две весны и две осени (см. Календарь). Зима наступает в выбранной географической точке тогда, когда она находится под углом 90 градусов к солнечной орбите, а лето — когда она расположена прямо под ней. Проходя около Края, солнце максимально приближается к поверхности Диска, а самая высокая точка орбиты — её апогей, приходится на Пуп. Теоретически, на Крае должны чередоваться жаркие лета и холодные зимы, но практические наблюдения показывают, что климат Края близок к тропическому. Волшебники Незримого Университета предположили, что выравнивание температуры по всей окружности вызвано рассеивающим эффектом мощного магического потока, циркулирующего по краю Диска. Поэтому по мере приближения к Краю климат становится всё жарче, а самые холодные области находятся около Пупа, центра Диска.
У Диска есть спутник — луна, которая светит своим собственным, а не отражённым светом. Луна находится ближе к Диску, чем солнце. Одна её половина покрыта серебряной растительностью, которая служит пищей для лунных драконов, другая — выжжена дочерна солнцем. Луна вращается, полный оборот занимает примерно месяц. Полная луна соответствует периоду, когда к Диску обращена её серебряная половина. Новолуние происходит, когда к Диску повернута сожжённая сторона луны.
Зодиак Диска состоит из 64 знаков.

Наиболее известные знаки Зодиака:
- Небесный Пастернак (Celestial Parsnip),
- Корова Небес (Cow of Heaven),
- Летучий Лось (Flying Moose),
- Гахулия, Ваза с Тюльпанами (Gahoolie the Vase of Tulips),
- Переплетеная Верёвка (Knotted String),
- Маббо Гиена (Mubbo the Hyena),
- Окидоки Торговец (Okjock the Salesman),
- Возможно Ворота (Perhaps Gate),
- Маленькая Скучная Группа Блеклых Звёзд (Small Boring Group of Faint Stars),
- Две Толстые Кузины (Two Fat Cousins),
- Визен, Двухголовый Кенгуру (Wezen the Double-Headed Kangaroo)

Плоский Мир создаёт чрезвычайно глубокий колодец в ткани Реальности — подобно тому, как Чёрная Дыра образует колодец в гравитационном поле Вселенной. По-видимому, создаваемое им напряжение вызывает постоянный поток того, что за неимением лучшего слова, мы называем магией. Слабое давление реальности также приводит к разнообразным вторичным эффектам.
То, что едва способно существовать в «реальном» мире, не испытывает никаких трудностей с существованием в своём естественном состоянии на Плоском Мире. Поэтому здесь определённо могут быть и драконы, и единороги, и морские змеи — правила ослаблены.
Плоский Мир управляется рядом специфических законов природы, среди них не только известные нам гравитация и причинно-следственные связи, но и ряд дополнительных факторов, которые увязывают «физику» Плоского Мира:
- Жизненная Сила
- Сила метафор и веры
- Повествовательная причинность (Narrative Causality)

Главной же движущей силой Диска является магия. Стабильный магический фон Диска создаёт разрыв в ткани реальности, следствием чего и является тот факт, что плоская планета, покоящаяся на спине гигантской черепахи, вообще может существовать. Магическое поле Диска сфокусировано на Кори Челести. Иглы, сделанные из октирона — чувствительного к магии минерала, всегда указывают в сторону Пупа.

## Примечательные местности

### Холи вуд
(англ. Holy Wood)
Продуваемая ветрами роща на узкой песчаной косе, расположено в месте соединения Круглого моря и Повращательного океана. Когда-то в древности здесь стоял город, который, согласно легендам, был разрушен богами в наказание за недостойное поведение его жителей. Возможно, что боги каким-то образом и были в этом замешаны, но настоящей причиной исчезновения города было нашествие чудовищ из Подземельных Измерений, которые были привлечены в него «движущимися картинками». Вера зрителей в происходящее на экране истончала границу между реальностями, позволяя совершить переход.
После разрушения города и изгнания чудовищ на месте города был построен храм, жрецы которого должны были выполнять ритуал, предотвращающий повторения ситуации. Когда же, спустя несколько столетий, последний жрец умер, не оставив после себя преемника, «движущиеся картинки» были изобретены вновь и в Голывуд вернулись люди, чтобы построить там студии, производящие «клики». Город был отстроен заново и события прошлого повторились.

### Крулл
(англ. Krull)
Скрытное государство, расположенное на острове Крулл. Этот большой гористый остров, густо покрытый лесами, с разбросанными тут и там приятными белокаменными постройками, является самой краевой дискографической точкой мира. Формой Крулл напоминает волну, накатывающую на Край, его высочайшая точка даже слегка выступает за Край Диска. В этом месте жители острова возвели свою столицу — город Крулл, а на самом краю города, свешивающимся над Краепадом, построен огромный амфитеатр, который может вместить несколько десятков тысяч зрителей. Амфитеатр открывается на подъёмное устройство, состоящее из стрелы и блоков. С помощью этого механизма за Край был запущен латунный корабль с кварцевыми стёклами с первыми астрозоологами, которые должны были собрать информацию о природе и образах Великого А’Туина и слонов. Им удалось собрать некоторые сведения, однако, они так и не смогли ответить на вопрос о половой принадлежности великой черепахи.
Следующая попытка проникнуть за завесу Краепада была сорвана Ринсвиндом и Двацветком, которые угнали готовый к запуску корабль.
Несколько столетий назад крулльцы возвели Окружносеть — огромную сеть, ограждающую Край и улавливающую всю добычу, которую несут воды Окружного океана. Семь флотов постоянно патрулируют Окружносеть, чтобы поддерживать её в порядке и доставлять в Крулл все, что в неё попадёт. Течение выносит на Сеть множество самых разнообразных существ, все они становятся рабами крулльцев. Живя за счёт морской добычи, Крулл стал страной праздности, управляемой волшебниками-учёными.
Поскольку большая часть строительного материала поставляется Окружносетью, дома Крулла отличаются мореходным оформлением. Так, зачастую корабли — триремы, каравеллы и доу — просто целиком превращаются в дома. Барки и каракки придают крупным постройкам характерные очертания, а раскрашенные носовые фигуры и пупземельные драконы на кормах напоминают гражданам Крулла, что все их благосостояние берёт своё начало в океане. Город вздымается, уступ за уступом, между зеленовато-синим Окружным Океаном и нежным, облачным морем Края. Восемь цветов Краедуги отражаюся в каждом окошке и во множестве телескопов, принадлежащих бесчисленным астрономам города.

### Червберг
(англ. Wyrmberg)
Гора на повращательном побережье Безымянного континента. Её высота составляет примерно полмили и она стоит на верхушке, перевернутая вверх ногами. Таким образом, у основания она имеет в поперечнике всего десятка два ярдов, в то время как её основание, поднимаясь сквозь льнущие к ней облака, образует четвертьмильным в диаметре плато. На плато растёт небольшой лес, есть озеро и крохотная речушка, ниспадающая с края горы самым высоким водопадом Плоского мира. Наверху живут люди, построившие здесь деревеньки.
Вся внутренность горы испещрена проходами и залами, причём входы в них располагаются на несколько ярдов ниже уровня плато, зияя чёрными вырубленными дырами. В самой сердцевине горы находится огромная пещера, где живут воображаемые драконы, разводимые жителями Червберга.

## Население
Плоский мир населён самыми разнообразными расами, которых можно встретить как в книгах фэнтези, так и в сборниках мифов. В городах преимущественно живут люди. На Диске есть представители и чёрной расы — обитатели Крайнего Клатча, и жёлтой расы — плоскомировые «азиаты» населяют в основном Противовесный континент. В джунглях Говандоленда предположительно обитают те, кого можно сравнить с коренными жителями Центральной и Южной Америк.
В горах живут тролли и гномы (дварфы), но в последнее время они в больших количествах стали переселяться в города.
Из других рас следует отметить нежить — вампиров, зомби, оборотней, баньши и прочих. В городах также живут големы, которых тоже можно причислить к отдельной расе.
В паразитирующей вселенной — другом измерении, которое имеет выходы на Плоский Мир, обитают эльфы.
Также Диск заселён самыми разнообразными сверхъестественными существами — богами, демонами, стихиями и так далее.

### Флора Плоского мира
Флора Плоского мира — вымышленные растения, которые растут на Плоском мире английского писателя Терри Пратчетта.
Груша разумная
Груша разумная (англ. Sapient pearwood) — редкое дерево, растущее только там, где почва оказалась заражена магией во время великих магических войн прошлого. Его древесина совершенно не восприимчива к воздействиям магии и из неё получаются превосходные посохи для волшебников. На Безымянном континенте Груша разумная была почти вся вырублена, но на Противовесном континенте ещё сохранилось несколько рощ этого растения. Ещё одно из интереснейших свойств груши разумной — способность изделий из её древесины повсюду следовать за своим хозяином по всему пространственно-временному континууму. Именно поэтому погребальная утварь мёртвых императоров традиционно изготовлялась из древесины этого дерева.
Койхрен
Койхрен (англ. Wahoonie) — фрукт, растущий в некоторых районах Говандолэнда. Имеет двадцать футов в длину, покрыт шипами, цветом напоминает ушную серу, а запахом — муравьеда, который наелся тухлых муравьёв. Его вкус высоко оценён знатоками, но у всех остальных он вызывает лишь тошноту. Койхрен запрещён для выращивания во многих городах Равнины Сто. Жители Анк-Морпорка любовно называют свой город Большим Койхреном, подобно тому, как жители Нью-Йорка называют свой Большим Яблоком.
Обратнолетние растения
Помимо классических однолетних, двулетних и многолетних растений, на Диске существует ещё один вид, крайне редкий. Это обратнолетние растения, которые, благодаря необычному четырёхмерному выверту в генах, должны быть посажены в этом году, чтобы взойти в предыдущем. Так, в стране Октариновой Травы, что в Овцепиках, выращивают Обратнолетний виноград. Вина, получаемые из обратнолетнего винограда, пользуются большой популярностью у предсказателей, поскольку дают возможность увидеть будущее. Неудобство заключается в том, что похмелье наступает утром накануне, но эта проблема решается с помощью достаточного количества обычного алкоголя. Семейство Мора специализировалось на перегонке вин из обратнолетнего винограда. Лоза Ореха Вул, представляет особое исключение, поскольку может плодоносить за целых восемь лет до того, как её реально посадят. Вино из орехов вул также позволяет заглянуть в будущее, которое, с точки зрения ореха, есть прошлое.
Считающие Сосны
Считающие Сосны растут высоко в Овцепикских горах, на самой границе вечных снегов. Они являются самыми древними обитателями Плоского мира. Считающие Сосны являются одним из немногих известных примеров одолжённой эволюции. Большинство видов проходят путь эволюции, предназначенный им природой. Но Считающие Сосны постарались избежать всех этих трудностей, предоставив другим растениям эволюционировать вместо них. Оказавшись в любом месте диска, семена сосны немедленно заимствовали у местных растений самый эффективный генетический код и вырастали в то, что наиболее подходит окружающей почве и климату, вытесняя местные деревья из их естественной среды обитания. Однако, их способность к моментальной эволюции их и погубила. Считающие Сосны умеют считать (своему умению они и обязаны своим названием); смутно понимая, что люди определяют возраст Дерева по годичным кольцам, Считающие Сосны решили, что именно поэтому люди и рубят деревья. Придя к такому выводу, Считающие Сосны за одну ночь изменили свой генетический код так, что примерно на уровне человеческих глаз кора стала образовывать светловатые цифры — точный возраст дерева. И за какой-то год практически все сосны были уничтожены предприятиями по производству декоративных номерных табличек; лишь немногие особи сохранились, и то в самых труднодоступных местах.
Хищные растения
- Молотобой

Молотобой (англ. Sledgehammer Plant) — хищное растение, встречающееся на острове Бхангбхандук. Охотится на мелких животных, но не пренебрегает человеком, если тот зазевался и не разглядел среди листвы кувалду.
- Пирамидальный душегубный плющ

Пирамидальный душегубный плющ (англ. Pyramid Strangler Vine) — растение, предпочитающее вегетарианскую диету: оно охотится на другие растения, те, что поглупее; не отказывается от зазевавшейся крысы, а также любых мелких грызунов.
- Цапу

Цапу (англ. Sapu Tree of Sumtri) — чрезвычайно опасное хищное растение, произрастающее на острове Сумтри.
В книгах также встречаются
- Пробковая яблоня
- Кустарник Улораухи
- Дерево Саго-Саго (его мякоть ядовита, но после особой обработки из него можно приготовить питательную кашу)

### Фауна Плоского мира
Фауна Плоского Мира — вымышленные животные, населяющие Плоский мир английского писателя Терри Пратчетта.
Бесцельный альбатрос 
(англ. Pointless Albatross)
По данным орнитологов диска, эта птица является разновидностью блуждающего альбатроса. Они лениво мигрируют между Пупом и Краем, без какой-либо определённой цели. В Агатовой Империи их используют для доставки почты на другие континенты.
Василиск
(англ. Basilisk)
Редкое животное, обитающее в пустынях Клатча. Он похож на змею двадцати футов длиной с едкой слюной. Ходят слухи, что его взгляд способен обратить живое существо в камень, но это не соответствует действительности. На самом деле его взгляд просто измельчает рассудок в фарш, как ножи мясорубки.
Вирвь
(англ. Vurm)
Мелкие черви, живущие в глубочайших пещерах в горах Лламедоса. Они питаются падалью, терпеливо поджидая, когда тела станут достаточно мягкими для их беззубых ртов. Сытые вирви излучают зеленовато-белый свет и дварфы Убервальда специально разводят колонии вирвей, чтобы освещать свои помещения.
Дварфийские «священники», так называемые глубинные «забурившиеся» дварфы, делают из растёртых вирвей что-то вроде чернил. Этими чернилами они делают татуировку на предплечье — специальный знак «драхт», удостверяющий их личность.
Драконы
На плоском мире известно по крайней мере четыре вида драконов — благородный дракон (Draco nobilis), болотный дракон (Draco vulgaris), Draco lunaris и Draco stellaris nauticae. Благородные драконы вымерли (или ушли в иное измерение).
- Благородные драконы считаются вымершими к началу событий в книге «Стража! Стража!». Они огромны. По всем законам аэродинамики они не должны летать (крылья не смогут поднять такую массу), поэтому питаются магией. Благородные драконы безжалостны к людям, имеют страсть к золоту и сокровищам, изрыгают пламя огромной температуры. При желании дракона можно призвать с помощью магического ритуала (но ничем хорошим это не кончится).
- Болотные дракончики обычно не превышают в размере двух футов (около 70 см). Что бы они ни ели, всю еду драконы перегоняют в особое самовозгорающееся вещество. Большая часть мозга дракона занимается контролированием сложного пищеварительного процесса. Если попадётся какой-нибудь «трудноперегоняемый» кусочек, дракон способен за несколько часов полностью перестроить пищеварительную систему. Если неподалёку от вас вдруг объявится болотный дракон, все, что надо делать, это спокойно ждать, пока он самовозгорится, взорвётся или скончается от острого несварения. Спариваются болотные драконы только в полёте, особи мужского пола сражаются, исторгая пламя, но в сезон кладки пламя исторгают только самки, чтобы создавать необходимую для яиц бешеную температуру, а самцы собирают топливо. Средняя самка дракона обладает материнским инстинктом и здравым смыслом кирпича обыкновенного. Тем не менее в Анк-Морпорке находились люди, желающие иметь болотного дракончика в качестве домашнего животного, иногда дракончиков даже носили на плече. Существовали специальные драконьи питомники (один из которых содержала Сибилла Овнец).
- Draco lunaris и Draco stellaris nauticae упоминаются в книге «Последний герой». Они обитают на Луне Диска.
- В первой книге цикла «Цвет волшебства» упоминаются драконы, созданные воображением. Внешне они напоминают Draco nobilis, но при этом не нападают на людей, а служат хозяину (обычно для полёта верхом). Они полупрозрачны. При снижении концентрации внимания хозяина такой дракон может исчезнуть прямо посреди полёта.

Дурностай
(англ. Vermine)
Небольшое существо, чья чёрно-белая шкурка пользуется традиционным спросом у в меховом производстве. Дурностаи обитают в холодных областях Овцепикского региона — в Пупземелье. Их шкуры чрезвычайно ценятся, особенно самими дурностаями[1], которые ни за какие коврижки не желают с ними расставаться. Шкурки дурностаев обычно используют для подбивки мантий, преимущественно волшебников. Являясь более осмотрительным сородичем лемминга, этот грызун если и скидывается со скал, то только с надёжной страховкой. Причина такого поведения заключается в естественном отборе. Ведь мертвые животные особенно не размножаются, поэтому за долгие тысячелетия потомство давали лишь те зверьки, которые подойдя к краю скалы, останавливались в задумчивости и, посидев на краю и полюбовавшись горизонтом, расходились по домам, избегая укоризненных взглядов своих сородичей.
Земляной угорь 
(англ. Überwaldean land eel)
Обитает в подземельях Убервальда. Чёрный, покрытый слизью угорь, живущий на земле. Убервальдские земляные угри способны накапливать тёмный свет, который сохранился с незапамятных времен в глубоких пещерах. Если их резко встряхнуть, они излучают вспышку тёмного света, подобно тому, как саламандры излучают обычный свет.
Анк-Морпоркский иконографер-вампир Отто Шрик проводит эксперименты с иконографией во вспышке тёмного света, используя для этого убервальдских земляных угрей.
Индеи
Птицы, обитающие на том же материке, где расположен Анк-Морпорк. Их можно обнаружить примерно в пятистах милях от Незримого Университета. Головы у них как у фламинго, туловища — как у гусей, а ноги — как у борцов сумо. Они ходят дергающейся, приседающей походкой, точно их головы привязаны к ногам резинкой. Уникальность видовой стратегии заключается в том, что главное средство их защиты — способность вызывать у хищника такой смех, что, пока он приходит в себя, птицы убегают.
Квантовая погодная бабочка 
(англ. Quantum Weather Butterfly)
Квантовая погодная бабочка (мотылекус буреносус) — бабочка неприметного жёлтого цвета. На её крылышках нанесены узоры Мандельброта — сложные многоцветные завитки, перемежающиеся странными скоплениями чёрного в виде сердечек. Её крылья слегка более зазубренные, нежели крылышки обычных однодневок. Согласно фрактальной природе вселенной, это означает, что зазубренные края её крылышек бесконечны — так же, как бесконечен любой зазубренный берег. Если измерить его длину на самом последнем уровне, на уровне сверхмикроскопической «малости», то длина эта будет бесконечной — а если и не бесконечной, то, по крайней мере, настолько близкой к Бесконечности, насколько Бесконечность доступна человеческому взору в погожий день. Как следствие, если края крыльев бесконечно длинны, то сами крылья бесконечно велики.
Конечно, может казаться, что своими размерами они ничем не отличаются от обыкновенных крылышек, но так кажется лишь человеческим существам, которые склонны отдавать предпочтение не логике, а здравому смыслу, пользующемуся среди них столь широкой популярностью.
Главная особенность квантовых бабочек заключается в их способности управлять погодой. Предполагается, что эта способность развилась у них в процессе естественного отбора — даже самая изголодавшаяся птица не позарится на кормежку в виде локализованного торнадо. Однако впоследствии эта приспособительная черта превратилась во вторичный половой признак, привлекающий внимание самок, вроде плюмажа у птиц или горлового мешка у некоторых видов лягушек.
Книжный червь 
(англ. Bookworm)
Книжный червь — разновидность червей, обитающих в магических библиотеках Диска. Они питаются книгами, но книги в магических библиотеках чрезвычайно опасны и, чтобы не подвергнуться воздействию чудотворной радиации, они должны поедать бумагу с чрезвычайной скоростью. Взрослый книжный червь калибра .303 способен проесть книжную полку с такой скоростью, что под конец рикошетит от стены.
Кривоклюв
(англ. Scalbie)
Птица из семейства врановых, от которых семейство врановых отреклось бы в первую очередь и о которых оно никогда не упоминает публично. Они редко летают, передвигаясь повсюду раскачивающимися прыжками. Их звучный голос наводит слушателя на мысли о несварении желудка. Они выглядят так, как выглядят птицы попавшие в нефтяную плёнку. Никто не ест кривоклювов, кроме других кривоклювов. Кривоклювы съели бы то, чем стошнило бы грифа. Кривоклювы всеядны.
Кукушка часовая 
(англ. Cuckoo, Clock-building)
Птица, обитающая в Овцепикских горах. Вместо гнезда она строит часы. Как правило, эти часы отличаются большой неточностью.
Лемма неустойчивая 
(англ. Lemma Shadowing)
Невидимое создание, которое существует в двух измерениях и питается математиками.
Любопытный кальмар 
(англ. Curious Squid)
Мелкая разновидность кальмаров, которые отличаются удивительным любопытством. Их ареал — воды Круглого моря в районе затопленного острова Лешпа, примерно посередине между Аль-Хали и Анк-Морпорком. Они абсолютно безвредны.
По мнению гурманов, они невероятно мерзки на вкус. Именно поэтому данный вид кальмаров пользуется огромным спросом в ресторанах со специфическим уклоном, где шеф-повар способен сотворить истинное чудо: приготовить блюдо из кальмара, которое по вкусу точь-в-точь та же курица.
Падучий медведь 
(англ. Drop-bear)
Обитает исключительно на континенте ХХХХ (Форэксе). Он является ближайшим родственником коалы, хотя ничего особенного это не означает. Самой примечательной деталью внешности падучего медведя является его зад — толстый и с хорошей прослойкой, обеспечивающей максимальное сотрясение жертве с минимальным потрясением для медведя. Первый удар оглушает жертву, падающую без сознания, после чего вся честная медвежья компания может спокойно ужинать. Практикуемый этими медведями метод охоты следует признать поистине изумительным и уникальным — в особенности когда речь идёт о животных, в целом не слишком приспособленных, чтобы быть серьёзными хищниками.
Пузума Неясная (Двусмысленная) 
(англ. Ambiguous Puzuma)
Крупное животное из семейства кошачьих. Пузума самое быстрое на диске животное, она может развить околосветовую скорость. Следует принимать во внимание, что свет в магическом поле Диска движется довольно медленно, слегка превышая скорость звука. Большинство пузум самцов умирают молодыми от острой лодыжечной недостаточности, поскольку с такой стремительностью гоняются за мнимоприсутствующими самками, что в соответствии с теорией относительности неизбежно достигают самоубийственно большой массы. Другая часть погибает от Гейзенберговского Принципа Неопределённости — так как пузумы не в состоянии понять, кто они и где находятся в данный момент, а также ввиду утраты способности к концентрации внимания, животные эти достигают чувства самотождественности, лишь пребывая в состоянии покоя, обычно погребённые под пятидесятифутовым слоем каменных обломков, оставшихся на месте горы, в которую они врезаются на околосветовой скорости. По слухам, пузумы достигают размеров леопарда и имеют шкуру уникальной, чёрно-белой в клеточку, расцветки, однако, судя по образцам, которые удалось добыть мудрецам и философам Плоского мира, в своём естественном состоянии пузума расплющенна и мертва.
Саламандра
(англ. Salamander)
Магические животные, произошедшие от обычных ящериц. Основной ареал — пустыни. Они выглядят как ящерицы, но не имеют рта. Саламандры питаются солнечным светом, поглощая свет кожей. Свет октариновой длины волны поглощается, а оставшаяся энергия накапливается в специальных кистах. Когда киста наполняется, саламандры излучают избыток света. Если саламандру напугать, она способна резко излучить весь избыток энергии. Эта их способность позволяет применять саламандр в иконографии вместо вспышки.
Тарг
(англ. Tharga beast)
Крупное домашнее животное, разводимое в некоторых областях Овцепикских гор ради их мяса и шерсти. Известно, что ряд животных (например, динозавры) в придачу к головному мозгу имеют ещё и задний мозг, облегчающий ему, головному мозгу, жизнь. У таргов кроме головного мозга есть ещё четыре задних — по одному на каждую ногу. Тарги способны передвигаться только в результате достижения всеми четырьмя мозгами консенсуса, поэтому они так часто проваливаются в расщелины в ледниках, застревают в зарослях терновника, кидаются со скалы и т. п. Единственным утешением может служить то, что они попадают туда исключительно демократическим путём.
Химера
(англ. Chimera)
Согласно трактату Брумфога «Неестественные животные», взрослая химера выглядит так: «У неё три русалочьих ноги, шерсть черепахи, зубы курицы и крылья змеи. Разумеется, все это я знаю только с собственных слов, поскольку сей зверь обладает дыханием раскалённой печи и темпераментом воздушного шарика, несомого ураганом».
Химеры водятся в Клатче, но они очень редки. Химеры хищники и питаются путниками в пустыне. Популяции химер был нанесён существенный урон, когда в клатчианской пустыне таким путником оказался Сундук.
Шаробум
(англ. Blowfish)
Необыкновенно вкусная, но смертельно ядовитая рыба, обитающая в околодонных водах океана. Глубоководная рыба-шар, Singularis minutia gigantica, защищается от врагов, моментально раздуваясь и становясь во много раз больше своей обычной величины. Если яд шаробум, который добывается из этой рыбы, попадает внутрь человеческого организма, каждая его клетка мгновенно увеличивается в 2000 раз. Это неизбежно влечёт летальный исход — причем очень громкий.
Готовить рыбу разрешается только поварам со специальным дипломом. Оставшиеся после удаления желудка, печени и пищеварительного тракта части на вкус отдают резиной с лёгким запахом канализации. Гурманы считают блюда из рыбы Шаробум настоящим деликатесом и посвящают ей целые поэмы.

## Страны и регионы

### Континент Клатч
Клатч (англ.  Klatch) — вымышленные государство и страна в серии книг «Плоский мир».
Этот континент составляет одно целое с Безымянным, но по каким-то особым причинам его считают отдельным континентом, подобно тому, как Азию отделяют от Европы. Он простирается от Круглого моря до самого Края.
Клатч является плоскомировым аналогом Африки. Чем ближе находится географическое место к Краю, тем более жаркий там климат. Великая пустыня Неф (перевёрнутое Фен — «болото»), сердце Обезвоженного Океана, также находится на Клатче. Обезвоженный Океан содержит обезвоженную воду, особую субстанцию, найденную в областях высокой концентрации остаточной магии. Она похожа на обычный песок, но при добавлении воды превращается обратно в воду. В Обезвоженном Океане водятся уникальные породы рыб.
Ближе к побережью лежат безбрежные и малоизученные тропические леса Говандолэнда. Самая крупная река континента — Джель, её прототипом является река Нил. По направлению от Края к Пупу тянется цепь Солнечных Гор. Ещё одна цепь гор, в которых находится самое крупное озеро континента Йо-Йо, названия не имеет. Самая околокрайняя точка континента — Мыс Ужаса (Cape Terror).

#### Основные страны Клатча
- Говандалэнд
- Джелибейби
- Клатч или Клатчистан
- Омния
- Тецуманская Империя
- Хершеба
- Цорт
- Эфеб
- Ушистан, Мунтаб, Бетрек, Лаотан, Хали, Урабеве, Урт и другие.

#### Говандолэнд
Говандолэнд, или Очудноземье (англ. Howondaland) — плоскомировой аналог Центральной и Южной Африки. Это таинственная и загадочная страна, образовавшаяся на обломках исчезнувших древних цивилизаций. Её границы до сих пор очерчены на картах лишь приблизительно, поскольку оттуда ещё не вернулся ни один топограф или картограф. Таким образом, Говандолэнд эта та страна, которая находится за пределами известных клатчианских государств, нанесённых на карты.
Практически всю территорию Говандолэнда занимают джунгли. Серьёзные, настоящие джунгли, возвышающиеся липуче-колючей зелёной стеной; джунгли, в которых каждый представитель растительного царства как следует засучил кору и принялся усердно перерастать своих соперников. Почва в этих лесах представляет собой кладбище растений, ожидающих обращения в компост; влажный, насыщенный спорами воздух кишмя кишит насекомыми.
Где-то в глубине джунглей скрыты затерянные царства амазонок, таинственные пирамиды, украшенные иероглифическими записями древних пророчеств, забытые алмазные копи и кладбища слонов. Ходят слухи, что в центре Говандолэнда находится Потерянный Храм Оффлера, в котором хранятся неисчислимые богатства.
Те немногие путешественники, которым удалось вернуться из этой страны, оставили для своих последователей ряд ценных указаний, как то: а) по возможности избегайте свисающих вниз лиан, на одном конце которых имеются глазки-бусинки и раздвоенный язык; б) не берите в руки полосатые чёрно-оранжевые лианы, которые, подёргиваясь, лежат у вас на дороге, потому что с другого конца к ним очень часто бывает прицеплен тигр; и в) лучше в эту страну вообще не лезть.
Лишь самые отчаянные храбрецы отваживаются вести торговлю с местным населением, обменивая стеклянные бусы и укипаловку на золото и драгоценные камни.

#### Клатч (страна)
Эту страну также называют Клатчистан. Огромная многонациональная империя, занимающая обширное пространство между Круглым Морем и джунглями Говандолэнда. Когда-то клатчианская империя распространялась на весь континент, но она давно распалась и оставила после себя страну, чья культура, политическая и экономическая системы объединяют в себе признаки средневековых Арабских Халифатов и Оттоманской империи. Основную территорию страны занимает пустыня.
Столицей Клатча является город Аль-Хали, самый крупный порт на краестороннем побережье Круглого Моря. Клатчем правит Сериф (нечто среднее между калифом и шерифом). Во времена событий книги «Посох и шляпа», серифом был Креозот, славящийся на весь Диск своим богатством.
Между Клатчем и Анк-Морпорком сложились непростые отношения — несмотря на всё возрастающую миграцию клатчианцев в Анк-Морпорк, Клатч воспринимается жителями Анк-Морпорка основным экономическим соперником. Несмотря на общераспространённое отношение к Клатчу как к отсталой в культурном и техническом плане стране, на самом деле Клатч нисколько не уступает в своём развитии Анк-Морпорку.
«Клатчианский Иностранный Легион» является пародией на Французский иностранный легион в Северной Африке.
Главным богом Клатча является крокодилоголовый бог Оффлер.

##### Аль Хали
(англ.  Al Khali) Столица Клатчианской империи. Большой город, в котором находится дворец серифа — Рокси. Ринсвинд сказал про этот город, что «он похож на Анк-Морпорк, только с песком вместо грязи». Аль Хали прославился своими храмовыми фресками, которые изображают… на которых изображено… В общем, смотреть эти фрески допускаются только мужчины старше 18 лет и замужние женщины.

##### Другие известные города Клатча
- Аль Иби (город, в котором был изобретён Ноль)
- Аль Иса (его колодцы были отравлены и все жители погибли)
- Джебра
- Эритор (город на побережье)
- Клатчистан (под вопросом)
- Смэйл
- Тактикум (заброшенный аванпост бывшей анк-морпоркской империи)

#### Хершеба
Хершеба (англ.  Hersheba) — маленькое пустынное королевство, лежащее в краестороннем направлении от Клатчистана. Про неё известно не так уж и много. Говорят, что страной правит королева, про которую говорят, что она живёт вечно. На его территории, также как и повсюду в Клатче, живут дикие кочевые племена Д’регов. Клатчианские и хершебские Дреги воюют как между собой, так и между основным населением обоих государств. В результате, на границе между Клатчем и Хершебой постоянно идут военные действия.
В игре Discworld Noir упоминается, что валютой Хершебы является хершебийский серебрянник. Также упоминается, что первые ассассины или гашишины появились в Хершебе. Своё название, так же как и в нашем реальном мире, они получили из-за своей привязанности к гашишу.

#### Цорт
Цорт (англ.  Tsort) — королевство, расположенное на клатчианском побережье Круглого моря в долине реки Цорт. С повращательной стороны Цорт граничит с Джелибейби, а с противовращательной — со страной Клатч. Река Цорт, неторопливо несущая свои зелёные воды по клатчианской пустыне, служит границей между этими двумя государствами.
В Цорте есть две достопримечательности — река Цорт, с её тихими отмелями, кишащими рыбой и крокодилами, и Великая Пирамида, построенная в давние времена, вероятно, в подражание соседнему Джелибейби. В отличие от своего соседа, пирамидостроительство в Цорте не прижилось и это его единственная пирамида.
Говорят, что возведение цортианской пирамиды заняло 60 лет и на неё ушло 1.003.010 кирпичей из известняка. На её внутренних стенах написано пророчество о конце света, которое произойдёт, если в одну из Страшдественских ночей в Столетии Летучей Мыши не будет произнесено восьмое заклинание из книги Октаво.
Испокон веков Цорт воевал с Эфебом. Хотя эти две страны не граничат друг с другом, лежащий между ними Джелибейби, никогда не чинил препоны на путях обеих армий. Согласно хроникам, эта вражда началась, когда Мавзолей Цортианский украл царицу Эфеба красавицу Эланор (легенды гласят, что помогла ему в этом богиня Астория). В результате началась цортианская война, в ходе которой был использован цортианский конь, хитроумное устройство, несомненно являющийся аллюзией на знаменитого Троянского коня. В хрониках упоминается, что древний город Цорт был сожжён армиями Эфеба под командованием Виндринссея (Lavaeolus). В Цорте также находился знаменитый цортианский узел, который был разрублен пополам Карелинусом (Carelinus).
Цортиане поклоняются всевозможным богам и, конечно же, Оффлеру.

#### Джелибейби
Джелибейби (англ.  Djelibeybi) — вымышленное государство в серии книг «Плоский Мир» Терри Пратчетта.
Название государства переводится, как Дитя Джеля — самой большой реки континента Клатч, которая протекает через всю страну и впадает в Круглое море. Его также называют Королевством Солнца и Старым Королевством.

##### География и экономика
Джелибейби расположен в дельте реки Джель на клатчианском побережье Округлого моря. Это маленькая страна, всего лишь две мили в ширину и сто пятьдесят миль в длину. Джелибейби граничит с государствами Цорт и Эфеб. Когда Джель разливается, вся долина оказывается скрыта под водой. Разливающаяся река удобряет почвы плодородным илом, являясь единственным источником жизни в безводной пустыне. Водные ресурсы Джель используются и для орошения полей, рыболовства и судоходства. Прототипом Джеля, без всяких сомнений, является Нил.
Когда-то давно Джелибейби был богатым и развитым государством. Ныне о его великом прошлом напоминают лишь дворец, содержание которого обходится казне слишком дорого, руины и пирамиды. Основными производимыми культурами являются дыни, чеснок и пирамиды, под которые постепенно отводилось все больше и больше плодородных сельскохозяйственных угодий.
Экономика страны вплоть до событий книги «Пирамиды» находилась в плачевном состоянии. Именно пирамиды послужили причиной упадка — их строительство требовало слишком больших затрат, что в конце концов привело страну к банкротству.

##### История
Джелибейби насчитывается примерно семь тысяч лет. Полагается, что страна была основана, когда погонщик верблюдов случайно наткнулся на зеленеющую после разлива долину реки Джель. Это очень древнее и очень консервативное государство, которое совершенно не менялось на протяжении тысячелетий. Время текло медленно и движение совершалось исключительно по кругу. Причиной такого переиспользования времени были пирамиды. В Старом Королевстве пирамид было построено так много, что они тормозили время, не допуская его движения вообще. В Некрополисе — городе мертвых, втором по величине городе на Диске после Анк-Морпорка, стояли тысячи пирамид, которые работали как накопители времени, всасывая в себя свежее время по мере его производства, и на закате извергали его из своих вершин. Вследствие этого, королевство провело тысячелетия, используя один и тот же день. Это не означает, что происходило повторение одного и того же дня — люди рождались и умирали, но ничего вокруг них не менялось. Пребывание в «законсервированном» времени проявлялось в повышенном благоговении перед прошлым и полном нежелании каких-либо перемен.
Формально Джелибейби является абсолютной монархией. Правитель страны, фараон, пользуется неограниченной властью и считается земным воплощением бога. Жители страны верят, что фараон заставляет солнце восходить, а Джель разливаться. Подобное обожествление приводит к тому, что каждый фараон начинает приобретать некоторые божественные способности. Например, после того, как Теппик унаследовал трон, земля стала зеленеть под его ногами, а на реке Анк поднялся уровень воды.
Фактически же, власть находится в руках верховного жреца Диоса, который правит страной вместо фараонов, трактуя законы и устанавливая ритуалы, почти с самого основания страны.

##### Религия
Джелибейби имеет множество своих собственных богов, неизвестных за пределами страны. Большинство богов были изобретены Диосом, который придумал также все религиозные ритуалы и в течение семи тысяч лет следил за их неукоснительным исполнением.
Более подробно о богах: Боги Джелибейби.

### ЭксЭксЭксЭкс (континент)
Четвёртый континент ХХХХ (англ. Fourecks) — произносится ЭксЭксЭксЭкс или Форэкс (в некоторых переводах — Четырёхиксный). Известен также под названием Террор Инкогнита (англ. Terror Incognita, пародия на «Terra Incognita» — «Неизведанная земля», один из вариантов перевода на русский — Ужастралия). Этот континент является пародией на Австралию, даже его название — четыре Икса ХХХХ — происходят от названия самого популярного австралийского пива.

#### История
Четвёртый континент был создан намного позже, чем остальной Плоский Мир. Предполагается, что его создавал другой Создатель, специализирующийся на таких отдалённых континентах.
Несколько миллионов лет назад его создали сразу так, чтобы он выглядел тридцатитысячелетним. Однако, он так и не был закончен должным образом, его, если можно так сказать, не подогнали под правильное положение в пространственно-временном континууме. Подобно собираемой из кусочков головоломке пазлу, его нужно правильно повернуть, чтобы вставить последний кусочек на место. Только этот кусочек — огромный континент, который нужно вертеть в девяти измерениях сразу. В результате время на этом континенте течёт не так, как во всем остальном мире. Когда создавался этот континент, времени и пространства оставалось совсем немного, поэтому их пришлось перемещать, чтобы все работало. Тут время происходит с пространством, а пространство происходит со временем. И чем больше пространства, тем меньше приходится на долю времени.

#### Дискография
Почти вся страна занята пустыней. Вплоть до событий самого последнего времени, описанных в книге «Последний континент», над Форэксом не шли дожди и вся вода находилась в огромных подземных резервуарах, откуда её приходилось выкачивать насосами. Реки на Форэксе представляли собой высохшие песчаные каналы. Согласно Лю-Цзе и другим источникам, в центре континента находится огромная Красная Скала, в которой расположен источник времени (ссылка на австралийскую скалу Улуру).
Растительный и животный мир Форекса удивительно напоминает свой кругломировой аналог. Там можно встретить и кенгуру, и медведей-коала, а также утконоса и эму. Кроме этих довольно безобидных представителей фауны Форэкс в большом количестве заселяют ядовитые животные. В библиотеке дома Смерти содержатся минимум 29 томов серии «Опасные млекопитающие, рептилии, амфибии, птицы, рыбы, медузы, насекомые, пауки, ракообразные, травы, деревья, мхи и лишайники Террор Инкогнита». По свидетельству той же библиотеки, к безобидным животным относятся лишь «отдельные овцы». Что интересно, ядовитых змей не так уж и много, потому что почти всех их съели пауки.
Неподалёку от берегов Форэкса находятся острова, известные как Земля Тумана или Туманные Острова, где живут племена морпоркцев (ссылка на английский перевод майорийского названия Новой Зеландии — «Аотеароа» — Земля белого длинного облака). Недалеко от пупостороннего побережья находится остров Пюрдей или Пюрдейслэнд, открытый путешественником сэром Родериком Пюрдей, который каким-то образом сумел не заметить сам материк — явная пародия на Абеля Тасмана, который нашёл Тасманию, но проплыл мимо Австралии.

#### Население
Форэкс населяют аборигены, чей образ жизни и мифология во многом схожи с аборигенами Австралии, и переселенцы. Известно, однако, что аборигены Форекса крайне отрицательно относятся к разговорам о погоде и несмотря на своё миролюбие, применяют оружие против всякого, завязавшего подобный разговор.
Кроме аборигенов, на Форексе имеется значительная популяция переселенцев с других континентов, попавших на него после кораблекрушений. Столицей Форекса является город Пугалоу (англ. Bugarup).
Форэкс — страна победившей демократии. Правительство избирается всеобщим голосованием и сразу после выборов премьер-министра сажают в тюрьму, в целях экономии времени.

#### Города Форэкса

##### Пугалоу
Довольно большой, по форэкским меркам город. Поскольку он расположен на побережье, он является портовым городом с доками.
В Пугалоу есть свой Магический Университет (девиз: «Nullus Anxietas» — «Никаких тревог», от популярного австралийского выражения no worries), известный своею магической башней. Если смотреть с земли, то эта башня возвышается всего на двадцать футов, но если подняться на её крышу, то её настоящая высота будет примерно полмили (около пятисот метров). Аркканцлера пугалоуского университета зовут Билл Ринсвинд, возможно, что он имеет какое-то отношение к Ринсвинду из Незримого Университета Анк-Морпорка.
Среди достопримечательностей города — Оперный театр, который по своей архитектуре напоминает парусный корабль (намек на Сиднейский оперный театр).
Пугалоу стоит на реке Занудь, по песчаному руслу которой вплоть до самого последнего времени проводились ежегодные парусные регаты. Крупные лодки тянули верблюды, а одно-двухместные просто несли в руках участники гонки. После событий «Последнего континента» русло реки заполнилось водой и возможно, что правила регаты придётся переписать.

##### Приноситтераспивайтте
Приноситтераспивайтте (англ. Dijabringabeeralong). Крохотный городок, практически ничем не примечательный. Если бы не табличка на башне, городок можно было бы проехать насквозь, даже не заметив этого. Общий архитектурный стиль профессионалы охарактеризовали бы как «фольклорный». А люди попроще назвали бы город «помойкой», что также соответствовало бы истине.

##### Другие города
Ничем непримечательные города Кангули (англ. Cangoolie) и Ворралоррасурфа (англ. Worralorrasurfa), про которые известно лишь то, что в них время и пространство более последовательны.

### Агатовая Империя
Агатовая Империя  (англ. Agatean Empire) — выдуманная страна из серии книг по Плоскому Миру Терри Пратчетта.
Агатовая Империя объединяет в себе черты средневековой Японии и древнего Китая, сходство с которым особенно подчеркивается многими признаками, например, великой стеной, выстроенной вдоль её границы. Название страны является аллюзией на Нефритовую Империю, одно из литературных названий древнего Китая. В Анк-Морпорке и странах Безымянного Континента, Империю также называют Ариенталией из-за крупных запасов золота (каламбур, основанный на сочетании слов ориент — восточный и аурум — золото, в переводе с латинского).
Агатовая Империя занимает почти весь Противовесный Континент. Несмотря на протяжённую береговую линию, в стране есть только один порт, принимающий иностранные суда — Бес Пеларгик. Правительство Империи старается ограничивать контакты своих подданных с иностранцами. Широко распространено поверье, что за пределами Империи обитают только невидимые кровожадные призраки.
Население страны насчитывает около пятидесяти миллионов человек.
Валютой империи является райну (англ. rhinu), монета из чистого золота. Соотношение между анк-морпоркским долларом и райну неизвестно. Золото в Агатовой Империи имеет очень низкую стоимость по сравнению с Безымянным континентом. В Агатовой Империи также широко распространены бумажные деньги (задолго до начала применения бумажных денег в Анк-Морпорке в книге «Делай деньги»).
Агатовая империя является более технологически и экономически развитой по сравнению с Анк-Морпорком. В частности, в Агатовой империи были впервые в Плоском мире изобретены иконограф, очки, бумажные деньги, страхование.

#### История
Империя была основана Императором Одно Солнечное Зеркало тысячи лет назад и до самых недавних событий ею правили несколько постоянно соперничающих благородных семейств (Хоны, Саны, Фаны, Таны и МакСвини). Каждый представитель этих семейств прилагал все усилия — мошенничество, убийство, подкуп, подлог и прочее, чтобы самому стать императором, при этом с лёгкостью жертвуя своими солдатами и сторонниками.
Император почитался как бог и пользовался абсолютной властью. Он мог делать все, что ему вздумается.
В книгах «Цвет Волшебства» и «Мор — ученик Смерти» Императором был приятный и склонный к идеализму юноша. Судя по всему, его правление продлилось недолго, хотя он умудрился пережить по крайней мере одного Великого Визиря.
Однако молодой император был убит и власть перешла к его престарелому и довольно эксцентричному дядюшке, любимым развлечением которого было игра в шахматы живыми фигурами. Но император был стар, очень болен и не имел наследника. В случае смерти императора свои права на трон империи могли оспорить представители пяти знатнейших фамилий Империи. Должность Великого Визиря при нём занимал Лорд Хон.
Во время событий «Интересных времен» трон Агатовой Империи захватил Коэн-Варвар, который объявил себя Императором и попытался переделать государственную систему на вкус престарелых героев-варваров. Население страны восприняло его как реинкарнацию Одного Солнечного Зеркала (вернее, по хитроумным местным религиозным учениям, Одно Солнечное Зеркало стал преинкарнацией Коэна). Великим Визирем при императоре Коэне стал Двацветок.

#### Гункунг
Столица Империи. Население — около миллиона человек. В столице находится Запретный Город (англ. Forbidden City), который является административным центром империи и домом императора. Это один из самых крупных городов Диска, возможно, не уступающий по размерам и Анк-Морпорку. Стоит на реке Гунг.

#### Бес Пеларгик
Единственный морской порт Империи. Жители Бес Пеларгика, в отличие от других населённых пунктов, довольно часто встречаются с иностранцами — моряками из соседних стран. Этим объясняется их странное поведение, с точки зрения всех остальных обитателей Империи.
Главная улица города — Поднебесная. Также известен квартал Красного Треугольника (про него упоминал Двацветок в «Цвете волшебства», рассказывая о своей работе — оценке рисков в страховании), риск пожара в этом квартале, по оценке Двацветка, составляет 1/538.

#### Другие
- Сам Дим, город в Агатовой империи.
- Бангбангдук, остров, родина орангутанов.
- Тинг Линг, большой остров.

#### Известные жители
- Двацветок (англ. Twoflower), страховой агент в Бес Пеларгике, впоследствии — Великий Визирь Агатовой империи
- Одно Солнечное Зеркало (англ. One Sun Mirror), первый Император и основатель Агатовой империи
- Мальчик-император (англ. Sun Emperor), Император
- Девять Вращающихся зеркал (англ. Nine Turning Mirrors), Великий Визирь Агатовой империи (англ. Grand Vizier of the Agatean Empire)
- Лорд Хон (англ. Lord Hong), Великий Визирь Агатовой империи
- Восемьпантер, капитан корабля, известен сухариками «Настоящее Дорожное Питание капитана Восемьпантера» (англ. Captain Eightpanther's Travellers' Digestives), напоминающими «гномьи лепёшки»
- Пять Отвёрток, районный комиссар в Бес Пеларгике
- Девятьстеблей, главный счетовод, учитель Двацветка
- Сам-Себе-Харакири Достаби (англ. Disembowel-Meself-Honourably Dibhala), торговец

## Владения Смерти
Владения Смерти (англ. Death's Domain) — вымышленное измерение в серии книг «Плоский мир» Терри Пратчетта.
Мрачный Жнец Плоского мира давно и с большим интересом наблюдал за смертными, чьё короткое существование имело, как казалось, один-единственный смысл — настолько усложнить своё существование, насколько это возможно?
Наблюдение изменило наблюдаемого и Смерть создал в пространстве между измерениями свои собственные Владения — дом и окрестности. Смерть создал свои владения исходя из отрывочных представлений о виденных им когда-либо вещах. Смерть не способен творить, но он исключительно хорош в воспроизведении уже существующих вещей. Дом и земельные угодья, принадлежащие Смерти, не привязаны к определённой точке во времени и пространстве, поскольку у него нет необходимости жить рядом с магазинами и автобусными остановками. Смерть перемещается вне времени в пространстве между мирами. Время также не властно в его владениях. В них царит вечная тишина и покой. Здесь Смерть пытается отдохнуть от проблем мира, сознавая при этом, что он сам является одной из них.
Обитель Смерти, подобно владениям других антропоморфных сущностей Плоского Мира, отражает в себе характерные черты, приписываемые их владельцам человечеством.
В Обители господствует чёрный цвет. Но эта чернота имеет различные полутона. На Плоском Мире восьмисторонняя призма способна расщепить чёрный цвет на самые различные оттенки. С чернотой контрастируют белые черепа и кости — основной декоративный элемент поместья.

### Дом
Особняк Смерти выстроен, или, вернее, создан в виде загородного особняка, окружённого садами. Вдали виднеются золотистые поля, со вздымающимися на горизонте горными вершинами. Особняк с гордостью носит довольно неожиданное название — «Моё Отдохновение».
Дом расположен в центре Владений. Он выглядит как вполне обычный загородный дом, спланированный в популярном среди высшего класса стиле, за исключением того, что он окрашен в чёрный. Неожиданностью может также оказаться дверной молоток, в виде символа «омега». Bнутренние размеры дома намного превышают наружные. Так и не удалось установить количество комнат в особняке, вполне возможно, что их может быть столько, сколько необходимо хозяину. Размер помещений зависит от восприятия обитателей. Интерьер дома также выполнен в чёрных тонах и украшен изображениями черепов, костей и кос. Даже большие настольные часы, стоящие в холле, имеют маятник в виде косы, а зеркала окружены рамами, с вырезанными на ней черепами.
В доме имеются ванные с трубами, представляющими собой цельные металлические цилиндры и с несгибающимися полотенцами, задуманными для того, чтобы висеть, а не вытираться ими. Однако, несколько комнат были перепроектированы для удобства Альберта, заказавшего для этого сантехнику в Анк-Морпорке.
Говоря о доме, нельзя не упомянуть о наиболее концептуальных помещениях особняка, служащих примером, что вся Обитель, это по сути материализованная метафора. Это комната, где хранятся измерители жизни, стеклянные песочные часы и библиотека, на бесконечных полках которой стоят тома, с непрерывно дополняющимися биографиями всех живущих существ.
Можно было предположить, что обитель Смерти должна выглядеть как мавзолей или склеп, но на самом деле, Смерть крайне редко бывает на кладбищах, так как люди обычно умирают в других местах — домах, в море, на природе и так далее.

### Окрестности
На лужайке перед домом гуляют павлины, чьи перья также окрашены в чёрные тона, а перья на хвосте имеют узор в виде черепа и костей. В стойле стоит лошадь Смерти — Бинки. Среди прочей живности, обитающей во Владениях Смерти, следует отметить совершенно чёрных кошек и чёрных пчел на пасеке, расположенной в Садах. Пчелы дают чёрный мед, который никто из смертных ещё не рискнул попробовать. В пруду плещутся рыбьи скелеты, в ветвях резвятся скелеты птиц. Даже гномы, украшающие лужайку, тоже скелеты, облачённые в балахоны с капюшонами и с косой в руках.
В Садах также имеется лабиринт и поле для гольфа. Они носят скорее декоративный характер, так как Смерть не способен ни заблудиться, ни промахнуться мячом в лунку, как далеко бы она не была. Позже Смерть добавил в Лабиринт различные временные разрывы, чтобы сделать его немного поинтереснее, но по-прежнему воспринимает его как довольно неудобную дорожку для прогулки.
На другой стороне Садов расположен Колодец Душ, все души, следующие по пути к своему последнему пристанищу, проходят через него.
В садах находится также и огород — вотчина Альберта, слуги Смерти. В огороде растут настоящие съедобные растения — овощи и фрукты.
Остальная часть садов представляет собой различные композиции — Аллея Остроконечных Деревьев, Сад Узловатых Кустов, Фруктовый Сад с деревьями, на которых растут чёрные яблоки, Зимний Сад, в котором Смерть, понимающий все довольно буквально, поддерживает вечную зиму.
За садами начинаются поля с золотой пшеницей. Зерна в колосьях всегда налиты золотой спелостью и их никто и никогда не убирает. Смерть добавил поля после того, как став на некоторое время смертным, поработал на ферме, помогая убирать урожай.

## Книги
- «Октаво» (англ. The Octavo), книга заклинаний
- «Некротеликомникон» (англ. Necrotelicomnicon) или «Книга Желтых Страниц» (англ. Liber Paginarum Fulvarum)
- «Законы и постановления городов Анка и Морпорка» (англ. The Laws and Ordinances of the Cities Ankh and Morpork)
- «Октариновая книга сказок» (англ. Octarine Fairy Book)
- Тубал де Малахит (англ. Tubal de Malachite) «О призывании драконов» (англ. The Summoning of Dragons)
- Сибилла Овнец «Болезни драконов» (англ. Diseases of the Dragon)
- Двацветок «Как я провёл отпуск» (англ. What I Did On My Holidays)
- Тактикус (англ. Tacticus) «Veni Vidi Vici: Жизнь Воина» (англ. Veni Vidi Vici: A Soldier's Life)
- Легибий (англ. Legibus) «Геометрия» (англ. Geometries)
- Гридон (англ. Grido) «Механика» (англ. Mechanics)
- Гномон (англ. Gnomon) «Эктопия» (англ. Ectopia)
- Ибид (англ. Ibid) «Основы Гражданствености» (англ. Civics)

## Газеты
- «Анк-Морпорк Таймс» (англ. The Ankh-Morpork Times)
- «Псевдополис Геральд» (англ. Pseudopolis Herald)

## География Плоского мира и мир реальный
- Английский город Уинкэнтон (англ. Wincanton) в графстве Сомерсет в 2002 городу побратался с городом Анк-Морпорк и стал первым городом в Великобритании с вымышленным городом-побратимом. А в 2009 году две улицы были названы в честь объектов «Плоского мира» — улица Персикового Пирога и дорога Паточной Шахты. Терри Пратчетт лично составил список вариантов названий улиц и жители выбирали уже из этого списка[8][9].
- В Калифорнии расположена корпорация Klatch Coffee[10].